# Hammer to Fall
〈Hammer to Fall〉는 영국의 록 밴드 퀸의 곡이다. 기타리스트 브라이언 메이가 쓴 이 곡은 1984년 음반 《The Works》의 여덟 번째 곡이다.
싱글 버전은 음반의 버전과는 달리 30초가량 편집되었지만, 이번 음반은 네 번째, 마지막 싱글이었다. 이 싱글을 포장하기 위해 다른 소매가 사용되었고 이제 라이브 사진 소매가 수집가의 품목이 되었다. 그 노래는 단단한 각도와 근육질의 리프를 중심으로 만들어진 옛 퀸 노래와 함께 다시 들려온다. 이 노래는 프레디 머큐리가 리드 보컬을 맡고 있다.
그 노래는 남아공에서는 3위, 영국에서는 13위로 정점을 찍었다. 이 곡은 이 밴드가 타이인 노래를 작곡한 영화 《최후의 하이랜더》에 등장했다.
〈Hammer to Fall〉은 1985년 라이브 에이드에서 이 밴드가 연주한 세 번째 곡이었다. 이 노래는 The Works 투어와 Magic 투어의 세트리스트에 등장한다. 이 곡의 전체 음반 버전은 《Queen Rocks》에 나오고 싱글 버전은 《Greatest Hits II》와 《Classic Queen》에 나온다.

## 라이브 퍼포먼스
〈Hammer to Fall〉은 〈Bohemian Rhapsody〉와 〈Radio Ga Ga〉에 이어 라이브 에이드에서 밴드의 세 번째 설정 곡이었다. 1980년대 라이브 버전의 노래 또한 대개 키보드 스택 뒤에서 볼 수 없었던 스파이크 에드니가 리듬 기타를 연주하며 무대에 등장할 수 있는 기회가 되었다. 〈Hammer to Fall〉은 The Works 투어와 Magic 투어의 설정 목록에 포함되어 있다.
1992년 프레디 머큐리 추모 콘서트에서, 익스트림의 멤버 게리 셰론은 퀸과 블랙 사바스의 토니 아이오미와 함께 이전에 자신의 그룹과 함께 퀸 노래 메들리를 했었다.
발라드 스타일로 연주된 이 노래의 다른 버전은 2005년 퀸 + 폴 로저스에 의해 연주되었다.